# Gjende
Gjende est un lac situé dans les montagnes de Jotunheimen, dans le comté d'Oppland, au sud de la Norvège. Il doit sa présence à un surcreusement glaciaire, ce qui explique sa forme allongée, avec 18 km de long pour une moyenne de 700 m de large, ainsi que son importante profondeur, avec un maximum de 149 m. Il est alimenté par plusieurs rivières glaciaires, dont en particulier Muru, ayant son origine dans le glacier Austre Memurubrean, ce qui donne au lac sa couleur turquoise caractéristique. Le lac est un site touristique important, parcouru par des bateaux reliant les refuges de Gjendesheim, Memurubu et Gjendebu, et est l'un des sites les plus photographiés de Norvège, avec en particulier le point de vue depuis Besseggen.